# Rudy Rivas
Rudy Rivas – gwatemalski zapaśnik walczący w stylu wolnym. Brązowy medal na mistrzostwach Ameryki Południowej z 2013 roku.